# ジョン・オーウェン＝ジョーンズ
ジョン・オーウェン=ジョーンズ（John Owen-Jones、1971年5月5日 - ）は、イギリス、ウェールズ生まれの俳優、歌手である。ミュージカル『レ・ミゼラブル』のジャン・バルジャン役や『オペラ座の怪人』のファントム役として知られている。

## 経歴
1971年、ウェールズ、カーマーゼンシャーのバリー・ポートで生まれる。
地元のラネリー・ユース・シアターに所属した後、19歳の時にウェールズを離れ、ロンドンのロイヤル・セントラル・スクール・オブ・スピーチ・アンド・ドラマで演技を勉強し、1994年に卒業した
1995年、ノース・ヨークシャーのハロゲイト劇場で上演された『ヴェニスの商人』でプロの俳優として初舞台に立った。また、ウェスト・ヨークシャー、リーズで上演された『サウンド・オブ・ミュージック』などに出演した。
9月からロンドンのナショナル・シアターで再演されたスティーヴン・ソンドハイム作詞作曲、ジュディ・デンチ主演のミュージカル、『リトル・ナイト・ミュージック』には、リーベスライダー役で出演した。
クロード＝ミシェル・シェーンベルク作曲のミュージカル『レ・ミゼラブル』では、ウエスト・エンドでアンサンブルやバルジャン役のアンダースタディを経験し、10月にロンドン、ロイヤル・アルバート・ホールで行われた『レ・ミゼラブル10周年記念コンサート』には、コーラスとして参加した。
1998年には、ウエスト・エンド史上最年少の26歳で、バルジャン役として出演した。
2000年には、ロンドン、リージェンツ・パークの野外劇場で上演された『ペンザンスの海賊』や『空騒ぎ』に出演した。
2001年8月～2005年2月には、ウエスト・エンドのハー・マジェスティーズ劇場でアンドルー・ロイド・ウェバー作曲のミュージカル『オペラ座の怪人』のファントム役を演じた。
6月からは再びウエスト・エンドのクイーンズ劇場（現在のソンドハイム劇場）で『レ・ミゼラブル』のバルジャン役を務めた。その途中、2006年6月にロイヤル・アルバート・ホールで再演されたミュージカル『ショウボート』に、ゲイロード役で出演した。再びクイーンズ劇場で2007年10月6日までバルジャン役を務めた後、ニューヨークへ行き、10月23日から2008年1月までブロードウェイで同役を演じた。
2009年12月から2010年10月2日には、『レ・ミゼラブル』25周年記念新演出UKツアーでも同役を演じた。10月3日にロンドンのO2アリーナで行われた『レ・ミゼラブル25周年記念コンサート』のフィナーレでは、歴代バルジャン役を代表する俳優として、アルフィー・ボー、コルム・ウィルキンソン、サイモン・ボウマンと共演した。
同年11月～2011年12月には、再びウエスト・エンドでファントム役を演じた。その途中、10月にロンドン、ロイヤル・アルバート・ホールで行われた『オペラ座の怪人25周年記念公演』では、フィナーレで歴代ファントム役を代表する俳優として、ラミン・カリムルー、コルム・ウィルキンソン、アンソニー・ワーロウ、ピーター・ジョバックと共演した。
2012年2～9月には、『オペラ座の怪人』25周年記念新演出UKツアーでファントム役を演じた。
2015年3～4月には、ロンドン・コロシアムで上演されたソンドハイム作詞作曲のミュージカル『スウィーニー・トッド』のピレリ役として、ブリン・ターフェル、エマ・トンプソンらと共演した。
同年9月～2016年1月には、再びウエスト・エンドで同役を演じた。ファントム役はウエスト・エンド最多である約2000回の公演に出演している。
3～9月には再びブロードウェイで、11～12月にはドバイのドバイ・オペラで、『レ・ミゼラブル』のバルジャン役を演じた。
2017年2～4月には、オフ・ウエスト・エンドのThe Other Palaceで上演されたミュージカル『The Wild Party』に出演した。5月には南アフリカ、ケープタウンのアートスケープ・シアター、11月にはウェールズ、カーディフにあるウェールズ・ミレニアム・センターで上演された新作ミュージカル『Tiger Bay the Musical』に出演した。
2018年8～9月には、東京の東急シアターオーブで上演されたケン・ヒル版『オペラ座の怪人』にファントム役として出演した。
2019年8～11月には、ウエスト・エンドのギールグッド劇場で上演された『レ・ミゼラブル・ザ・オールスター・ステージ・コンサート』で、アルフィー・ボーと日替わりでバルジャン役を演じた。

## 来日公演
ソロコンサート
- 2014年　ジョン・オーウェン＝ジョーンズ　ザ・ミュージカル・コンサート 
  - 9月28日：東京・よみうり大手町ホール
- 2015年　ジョン・オーウェン＝ジョーンズ　コンサート 
  - 8月26日：大阪・サンケイホールブリーゼ、8月27日：東京・東京芸術劇場コンサートホール
- 2016年　ジョン・オーウェン＝ジョーンズ コンサート in ジャパン 2016
  - 10月4日：東京・Bunkamuraオーチャードホール
- 2018年　ジョン・オーウェン＝ジョーンズ　コンサート2018 
  - 9月22～24日：東京・よみうり大手町ホール

ミュージカルコンサート
- 2014年　ミュージカル・ミーツ・シンフォニー2014 
  - 10月1～2日：東京・Bunkamuraオーチャードホール
- 2015年　ミュージカル・ミーツ・シンフォニー2015
  - 5月2～3日：東京・東京芸術劇場コンサートホール
- 2018年　ミュージカル・ミーツ・シンフォニー2018
  - 6月7～8日：東京・Bunkamuraオーチャードホール、6月9日：大阪・フェスティバルホール
- 2019年　The Voices of the West End 
  - 1月9～11日：東京・ Bunkamuraオーチャードホール
- 2023年　The Voices of the West End
  - 2月3～5日：東京・ Bunkamuraオーチャードホール
- 2023年

舞台
- 2018年　ミュージカル『オペラ座の怪人～ケン・ヒル版～』 - ファントム役
  - 8月29日～9月9日：東京・ 東急シアターオーブ

## CD
ソロアルバム
- Hallelujah (2006年)
- John Owen-Jones (2009年)
- Unmasked (2011 年)
- Rise (2015年)
- Music of the Night (2016年)　※日本限定
- Bring Him Home (2017年)
- Spotlight (2019年)

キャストアルバム
- Les Miserables Live! The 2010 Cast Album（2010年） - 『レ・ミゼラブル』25周年記念新演出UKツアー（ジャン・バルジャン役）

## DVD/ブルーレイ
- レ・ミゼラブル25周年記念コンサート（2010年） - フィナーレ・ゲスト
- オペラ座の怪人25周年記念公演（2011年） - フィナーレ・ゲスト
- レ・ミゼラブル ザ・オールスター・ステージ・コンサート (2019年) - フィナーレ・ゲスト